# Nouveau Parti pionnier
Le Nouveau Parti pionnier ou Nouveau parti Sakigake (新党さきがけ, Shintō Sakigake, NPS), officiellement traduit en anglais par New Party Sakigake (NPS), était un parti politique japonais créé le 21 juin 1993 par Masayoshi Takemura et plusieurs dissidents du Parti libéral-démocrate (PLD, grand parti de la droite conservatrice, au pouvoir sans discontinuer de sa création en 1955 à 1993). Plus au centre que ce dernier, il a des positions libérales tant en matières sociales, sociétales et économiques, et progressistes. Une faction environnementaliste, voire écologiste, assez importante se développe en son sein.

## Histoire

### Création (1993)
Le Nouveau Parti pionnier est créé le 21 juin 1993 par 10 députés libéraux-démocrates ayant décidé de voter trois jours auparavant la motion de censure qui a fait chuter le gouvernement de Kiichi Miyazawa. Ils sont issus en son sein du « Groupe d'études pour une utopie politique » (ユートピア政治研究会, Utopia Seiji Kenkyūkai), association interne au PLD, et qui transcende les différentes factions de celui-ci, créée par des quadragénaires et quinquagénaires récemment élus à la Diète à la fin des années 1980, et dont le but était de réagir aux différents scandales politico-financiers qui ont touché à l'époque le parti majoritaire. Il déclarait vouloir combattre la corruption et la collusion des hommes politiques avec les milieux financiers ou industriels, tout en dénonçant la bureaucratie et l'administration trop lourde à la fois de l'État et du gouvernement, se positionnant ainsi dans une optique libérale et réformatrice. Le NPS reprend l'organisation de ce « Groupe d'études » avec dans sa direction :
- le président Masayoshi Takemura (57 ans, député depuis 1986 de l'ancien district unique de la préfecture de Shiga, ancien gouverneur de cette même préfecture de 1974 à 1986),
- le président délégué Shūsei Tanaka (52 ans, député depuis 1983 de l'ancien 1er district de Nagano),
- le secrétaire général Hiroyuki Sonoda (51 ans, député depuis 1986 de l'ancien 2e district de Kumamoto),
- le président du Comité des Affaires générales Yukio Hatoyama (46 ans, député depuis 1986 de l'ancien 4e district de Hokkaidō, petit-fils de l'ancien Premier ministre et fondateur du PLD Ichirō Hatoyama mais aussi du fabricant de pneu Shōjirō Ishibashi, qui apporte sa fortune familiale en soutien à son nouveau parti),
- le président du Comité de recherche politique Susumu Yanase (43 ans, député depuis 1990 de l'ancien 1er district de Tochigi),
- le responsable parlementaire Shōichi Ide (54 ans, député depuis 1986 de l'ancien 2e district de Nagano).

Les quatre autres députés fondateurs du parti sont :
- Kenichirō Satō (46 ans, député depuis 1990 de l'ancien 4e district de Kanagawa, ancien membre de la Chambre des conseillers de 1987 à 1990),
- Takeshi Iwaya (35 ans, député depuis 1990 de l'ancien 2e district de Ōita),
- Kisaburō Tokai (45 ans, député depuis 1986 de l'ancien 3e district de Hyōgo),
- Asahiko Mihara (46 ans, député depuis 1986 de l'ancien 2e district de Fukuoka).

#### Élections législatives de 1993
Pour les élections législatives du 18 juillet 1993, le NPS présente un seul candidat dans 16 des 130 circonscriptions, pour 511 sièges à pourvoir au vote unique non transférable. Il passe surtout une alliance électorale privilégiée avec le Nouveau parti du Japon (NPJ) de Morihiro Hosokawa, un autre petit parti formé par de jeunes hommes politiques (pour la plupart élus locaux, dont beaucoup également issus du PLD) en 1992 pour lutter contre la corruption et la bureaucratie. Ces deux mouvements disposent en effet d'une proximité générationnelle et idéologique (même si le premier est plus progressiste sur les questions sociales que le second, notamment attaché à un certain niveau de sécurité sociale, et plus porté sur les questions environnementales). Ainsi, le NPJ soutient 11 des 16 candidats du NPS (dont 9 de ses 10 sortants), et inversement 52 des 57 candidats du Nouveau parti du Japon ont l'investiture des « Pionniers ». Les deux formations s'opposent dans seulement cinq circonscriptions, et dans trois d'entre elles les candidats des deux partis sont élus (la première de Saitama, la quatrième de Chiba et la deuxième de Kumamoto, la seule où un sortant du NPS a face à lui un adversaire du NPJ). Dans les deux autres, le candidat du NPJ l'emporte, mais pas celui du NPS (les premier et troisième districts de Kanagawa). En dehors de ce partenariat privilégié, le NPS soutient également d'autres candidats issus de formations opposées au PLD autres que le PCJ, notamment le Parti démocrate socialiste (PDS, centre ou centre gauche socialiste démocratique, pro-américain et anti-communiste) ou la Fédération sociale-démocrate (FSD, petit mouvement de centre gauche attaché, comme son nom l'indique, à la social-démocratie, voire au social-libéralisme, et à l'action citoyenne).
Les 16 candidats du parti totalisent finalement 1 658 097 voix soit 2,64 % des suffrages exprimés, et 13 élus. Sur ses dix sortants, neuf sont reconduits dont quatre avec le meilleur résultat de leur circonscription au vote unique non transférable (Masayoshi Takemura, Shūsei Tanaka, Yukio Hatoyama et Kenichirō Satō). Le seul à être battu est Takeshi Iwaya dans l'ancien deuxième district de la préfecture d'Ōita. Le NPS remporte de plus quatre nouveaux députés dans l'ancienne première circonscription de Saitama (Katsuyuki Ishida, 38 ans), la 4e de Chiba (Kō Tanaka, 36 ans), la 2e de Tōkyō (Noboru Usami, 26 ans) et celle unique de Shimane (Atsushi Nishikōri, 47 ans). Un quatorzième député, Kōichirō Genba, élu en tant qu'indépendant dans l'ancien deuxième district de Fukushima, rejoint le parti quelques jours après le scrutin seulement. Un groupe commun « Pionnier - Nouveau parti du Japon » est constitué à la Chambre des représentants le 2 août 1993.

#### Coalition anti-PLD, anti-communiste (1993-1994)
Le 29 juillet 1993, une coalition anti-PLD, anti-communiste est formée, comprenant (par ordre d'importance) : le Parti socialiste japonais (PSJ), le Shinseitō (lui-aussi créé par des dissidents libéraux démocrates en juin 1993, de tendance conservateur libéral et réformateur et mené par Tsutomu Hata et Ichirō Ozawa), le Kōmeitō (centre confessionnel bouddhiste), le NPJ, le PDS, le NPS, la FSD et le Parti des réformes démocratiques (PRD, bras politique de la principale confédération syndicale du pays, le Rengō). Morihiro Hosokawa, président du NPJ, est porté à sa tête, et est élu Premier ministre le 9 août suivant, tandis que le chef du NPS, Masayoshi Takemura, est son Secrétaire général du Cabinet.
Le NPS reste proche du NPJ, de la FSD ou du PRD, des voix s'élevant pour une fusion. Des migrations de parlementaires ont lieu entre ces différents partis, en fonction surtout de l'attitude à adopter à l'égard d'Ichirō Ozawa, le secrétaire général du Shinseitō, et de son influence sur les prises de décision de la coalition. Le NPJ s'oriente majoritairement vers le maintien à tout prix de la coalition et de bonnes relations avec Ozawa, tandis qu'au contraire le NPS est de plus en plus critique à l'encontre de ce dernier. En janvier 1994, le président du Comité de recherche politique de la FSD, Naoto Kan, rejoint les « Pionniers ». Il reste toutefois en même temps membre de la Fédération sociale-démocrate jusqu'à sa dissolution le 22 mai 1994, les autres membres ralliant pour leur part le NPJ. Kan reprend au sein du NPS le poste qu'il avait au sein de son précédent parti, à savoir la présidence du Comité de recherche politique.
Après la démission forcée du poste de Premier ministre de Morihiro Hosokawa le 8 avril 1994, touché par un scandale financier alors qu'il avait fait l'un de ses chevaux de bataille la lutte contre la corruption, et le choix pour lui succéder se portant sur le président du Shinseitō et principal allié d'Ozawa, Tsutomu Hata (élu le 28 avril), plusieurs membres de la jeune garde du NPJ décident de le quitter pour se rapprocher du Nouveau Parti pionnier qui ne cache désormais plus son opposition à Hata et Ozawa. Deux groupes de dissidents du Nouveau parti du Japon se forment alors : le « Groupe "nuage bleu" » (グループ青雲, Guruppu Aokumo) le 20 avril 1994 par les trois députés Fumihiko Igarashi, Sakihito Ozawa et Akio Nakajima ; le Vent démocrate (民主の風, Minsei-no-Kaze) le 9 mai par trois trentenaires (Seiji Maehara, Yukio Edano et Yūichi Takami) et un quinquagénaire (Satosh Arai). Une fois Tsutomu Hata élu Premier ministre, le NPS apporte dans un premier temps son soutien à son gouvernement (du moins jusqu'à ce que soit voté le budget pour l'année fiscale 1994) sans y participer directement puis, lorsque le PLD présente une motion de censure contre lui, il décide avec le PSJ de la soutenir. Celle-ci ne sera jamais votée, Tsutomu Hata démissionnant avant, le 30 juin 1994. Une Grande Coalition entre le PLD, le PSJ et le NPS se forme ainsi. Le « Groupe "nuage bleu" » et Vent démocrate finissent par se fondre dans les « Pionniers » le 5 juillet 1994. En revanche, dans le même temps, Katsuyuki Ishida quitte le Nouveau Parti pionnier pour l'Union pour une réforme libérale (fédération, emmenée par l'ancien Premier ministre Toshiki Kaifu, de plusieurs partis de centre droit dont de nombreux dissidents supplémentaires du PLD qui rejettent la Grande coalition) qui finit par se fondre le 10 décembre 1994 dans le nouveau grand parti d'opposition, le Shinshintō. Le NPS comporte donc désormais 21 députés.

#### La Grande coalition (1994-1996)
Le 30 juin 1994, le premier gouvernement de Grande coalition est formé par le socialiste Tomiichi Murayama. Le NPS y obtient deux portefeuilles ministériels : le Trésor (ou Finances) à Masayoshi Takemura et la Santé et les Affaires sociales à Shōichi Ide (ce dernier jusqu'au 8 août 1995, date à laquelle il laisse son poste au socialiste Chūryō Morii). Lorsque le libéral-démocrate Ryūtarō Hashimoto succède à Tomiichi Murayama le 11 janvier 1996, deux de ses ministres sont issus du mouvement : Naoto Kan à la Santé et aux Affaires sociales et Shūsei Tanaka comme directeur de l'Agence de planification économique.
En 1995, le NPS est rallié par Kōki Ishii (54 ans, député de l'ancien 3e district de Tōkyō, élu sous les couleurs du NPJ en 1993, il a rejoint en 1994 la Ligue libérale qu'il a présidée pendant quelques mois en 1995), Tadamasa Kodaira (53 ans, député de l'ancienne 4e circonscription de Hokkaidō, comme Yukio Hatoyama, élu pour la première fois en 1990 sous les couleurs du PDS, a rejoint avec ce dernier le Shinshintō en décembre 1994 avant de le quitter pour le NPS en octobre 1995) et Akiko Dōmoto (63 ans, conseillère, et donc la première membre du Nouveau Parti pionnier à la chambre haute, élue pour la première fois à la proportionnelle nationale sous les couleurs du PSJ). Mais, la même année, le parti connaît une défection, celle du représentant Kenichirō Satō, qui siège désormais comme indépendant. Lors du renouvellement de la moitié de la Chambre des conseillers du 23 juillet 1995, le NPS présente 15 candidats : 10 sur la liste à la proportionnelle nationale menée par Sei'ichi Mizuno (49 ans, dirigeant des grands magasins Seibu) et Akiko Dōmoto (la seule sortante du parti), et 5 au vote unique non transférable dans les préfectures (dans les quatre du Grand Tōkyō, à savoir Saitama, Chiba, Tōkyō et Kanagawa, et dans celle de Shiga). La liste obtient 1 455 886 voix et 3,58 % des suffrages exprimés (le 5e score du pays, derrière le Shinshintō, le PLD, le PSJ et le PCJ) ainsi que deux élus (Mizuno et Dōmoto). Dans les préfectures, les cinq candidats « Pionniers » totalisent 1 059 353 votes (2,55 %), et seul Tenzō Okumura (50 ans, ancien membre de l'Assemblée préfectorale) est élu à Shiga. En mai 1996, deux parlementaires du petit mouvement social-démocrate et pacifiste « Paix - Citoyens » rejoignent à leur tour le NPS, tous deux élus à Hokkaidō : le député de l'ancien 3e district de cette préfecture insulaire Seiichi Kaneta (48 ans, élu pour la première fois en 1993 comme indépendant mais avec le soutien à l'époque du PSJ et de la FSD) et le conseiller Noriyuki Nakao (49 ans, élu en 1992 sous l'étiquette du PSJ). En août 1996, à la veille de la création du PDJ, le NPS comprend ainsi 23 représentants et 4 conseillers.

#### Création du PDJ et les législatives de 1996: le déclin
Le 28 août 1996, le projet de fusion du NPS et du Parti social-démocrate (PSD, nouveau nom depuis janvier 1996 du PSJ), porté par les présidents des deux formations, Masayoshi Takemura et Tomiichi Murayama, et qui aurait pris le nom de « Nouveau parti Shasa » (社さ新党, Shasa Shintō) échoue en raison de fortes oppositions de part et d'autre. Takemura, pour porter la responsabilité de cet échec, démissionne le 30 août et est remplacé par Shōichi Ide à la tête du Nouveau Parti pionnier. Le 11 septembre 1996, plus de la moitié des parlementaires « Pionniers » (14 députés et 1 conseiller) quittent le mouvement sous la conduite de Naoto Kan et Yukio Hatoyama pour créer, avec également de nombreux dissidents du PSD, le Parti démocrate du Japon (PDJ). Celui-ci veut incarner une troisième voie en politique entre le « fondamentalisme de marché » des réformateurs libéraux (incarnés à l'époque par le Shinshintō) et l'« État-construction » (modèle japonais de l'État-providence marqué notamment par l'importance des grands travaux) jugé bureaucratique et corrompu (représenté selon eux par la Grande coalition), sur le modèle de Tony Blair et du New Labour au Royaume-Uni ou de Bill Clinton et des New Democrats aux États-Unis.
Les 9 représentants et les 3 conseillers restés fidèles au NPS sont alors :
- les députés Shōichi Ide (président), Hiroyuki Sonoda (président délégué et secrétaire général), Asahiko Mihara (président du Comité des Affaires générales et responsable parlementaire), Kisaburō Tokai (président du Conseil de recherche politique), Masayoshi Takemura (ancien président), Shūsei Tanaka, Noboru Usami, Atsushi Nishikōri et Yūichi Takami ;
- les conseillers Akiko Dōmoto (présidente du groupe à la chambre haute), Tenzō Okumura et Sei'ichi Mizuno.

La création du PDJ handicape fortement le NPS aux élections législatives du 20 octobre 1996, les premières à se faire au système mixte mis en place par la réforme électorale de 1994 et alliant d'une part le scrutin uninominal majoritaire à un tour dans 300 circonscriptions et d'autre part la proportionnelle dans 11 blocs législatifs correspondant plus ou moins aux grandes régions géographiques du Japon. Le Nouveau Parti pionnier présente alors 15 candidats dont 13 au vote majoritaire et 11 à la proportionnelle à travers 5 listes (trois de un nom et deux de quatre personnes, tandis que 9 sont candidats aux deux modes de scrutin). Ses 9 sortants sont tous avancés au vote majoritaire dans les nouveaux districts électoraux (Shōichi Ide dans le 3e et Shūsei Tanaka dans le 1er de Nagano, Hiroyuki Sonoda dans le 4e de Kumamoto, Asahiko Mihara dans le 9e de Fukuoka, Kisaburō Tokai dans le 10e et Yūichi Takami dans le 2e de Hyōgo, Masayoshi Takemura dans le 2e de Shiga, Noboru Usami dans le 3e de Tōkyō et Atsushi Nishikōri dans le 2e de Shimane). Les quatre autres candidats au scrutin uninominal le sont dans le 6e district d'Ibaraki (également unique nom présent sur la liste du parti à la proportionnelle dans le Nord-Kantō), dans le 3e de Shiga (également en troisième position de la liste NPS à la proportionnelle dans le bloc de Kinki) et dans les 1er et 2e d'Okinawa (tous deux également présents sur la liste du parti dans le bloc de Kyūshū, respectivement en première et quatrième place). Shōichi Ide est de plus le seul candidat du parti à la proportionnelle dans le bloc de Hoku-shin'etsu, tandis que Kisaburō Tokai et Yūichi Takami mènent une liste avec deux autres individus (dont le troisième est également candidat au vote majoritaire) dans le bloc de Kinki, et Hiroyuki Sonoda et Asahiko Mihara ainsi que deux autres personnes (qui sont également présentées au scrutin uninominal) font de même dans le bloc de Kyūshū. Un nom est enfin avancé uniquement à la proportionnelle dans le bloc de Chūgoku. Le NPS connaît une très faible performance électorale, avec seulement 727 644 voix (1,29 %) et 2 réélus (Hiroyuki Sonoda et Masayoshi Takemura) au vote majoritaire, et 582 093 votes (1,05 %) et aucun siège à la proportionnelle.

#### La lente disparition (1996-2002)
Après cet échec, le parti se réorganise. Shōichi Ide, qui n'a pas été réélu, démissionne de la présidence, et personne ne lui succède à ce poste. Désormais, le mouvement est dirigé par un « président de la délégation parlementaire », et la conseillère Akiko Dōmoto est placé à ce poste (qu'elle cumule avec la présidence du groupe à la chambre haute et avec celle du Comité des Affaires générales). Hiroyuki Sonoda reste secrétaire général et numéro deux, Sei'ichi Mizuno prend la tête du Comité de recherche politique et Tenzō Okumura devient le responsable parlementaire. Le NPS décide dans le même temps de se maintenir dans la Grande coalition, tout en ne participant pas au gouvernement (qui ne comporte désormais plus que des ministres issus du PLD).
Finalement, lors de la première Grande Convention du parti, le mouvement décide de se réorienter plus à droite et de se concentrer sur son caractère écologiste. Le poste de président est ressuscité et revient à nouveau à Masayoshi Takemura. Le mois suivant, alors que la Grande coalition a éclaté après le départ des sociaux-démocrates, un accord de partenariat est signé avec le PLD et le parti se veut officiellement comme l'équivalent d'un « Parti vert ». Lors du renouvellement de la moitié de la Chambre des conseillers du 12 juillet 1998, le NPS présente uniquement une liste de trois noms, menée par Shōichi Ide et Noboru Usami, à la proportionnelle nationale. Elle recueille 784 591 voix et 1,4 % des suffrages exprimés, pour aucun élu (Ide décide à la suite de ce scrutin de se retirer de la vie politique). Néanmoins, l'acteur Atsuo Nakamura, déjà candidat en 1995 sous les couleurs du NPS et élu conseiller en 1998 comme indépendant au vote unique non transférable à Tōkyō, rejoint le parti quelques jours après l'élection. Il devient son nouveau président du Comité de recherche politique. Et, en octobre de la même année, le nom du parti est modifié : le mot Nouveau est enlevé pour devenir simplement Les Pionniers (さきがけ, Sakigake).
Par la suite, la plupart des anciens parlementaires battus en 1996 font défection : Asahiko Mihara en 1997 (il retourne au PLD), Shūsei Tanaka en février 1998 (à propos d'un différend l'opposant à Masayoshi Takemura concernant la réforme du ministère du Trésor prévue par le gouvernement, il ne rejoint aucun parti mais va être plus tard un des plus proches conseillers de Jun'ichirō Koizumi), Atsushi Nishikōri en 1998 (pour le PDJ) et Kisaburō Tokai en 1999 (il retourne au PLD). Hiroyuki Sonoda quitte également le NPS lors de sa transformation en « Les Pionniers » en octobre 1998 : il siège d'abord comme indépendant, pour rejoindre en novembre 1999 le PLD. Au même moment, les deux conseillers Akiko Dōmoto et Sei'ichi Mizuno font aussi dissidence et fondent le 28 décembre suivant le « Club de la Chambre des conseillers » (il participe un an plus tard à la création du « Comité des indépendants »). « Les Pionniers » ne comptent donc plus que trois parlementaires : un député (le président Masayoshi Takemura) et deux conseillers (le secrétaire général, responsable parlementaire et président du groupe à la chambre haute Tenzō Okumura et le président du Comité de recherche politique Atsuo Nakamura).
Aux élections législatives du 25 juin 2000, le parti ne présente que deux candidats au scrutin uninominal majoritaire à un tour dans deux circonscriptions de la préfecture de Shiga (le fief historique de Masayoshi Takemura) : le sortant Takemura dans le 2e district et Tenzō Okumura (qui pour l'occasion a démissionné de son siège de conseiller) dans le 3e. Il est à noter qu'officiellement ils sont candidats comme « indépendants ». Aucun d'eux n'est élu, et ils cumulent 204 680 voix (0,34 % des suffrages exprimés), dont 115 322 pour Masayoshi Takemura (42 % des voix dans la circonscription, il est battu de relativement de peu par le libéral-démocrate Akira Konishi). Désormais seul parlementaire du mouvement, Atsuo Nakamura en prend la présidence le 3 juillet 2000. Le 10 mars 2001, Masayoshi Takemura, Tenzō Okumura ainsi que la totalité de l'importante fédération de Shiga quittent les « Pionniers » pour le PDJ. Quinze jours plus tard, le parti obtient toutefois, pour une courte période, un deuxième membre à la Chambre des conseillers : Akiko Dōmoto, élue en 1995 sur la liste du NPS à la proportionnelle nationale, démissionne pour se présenter au poste de gouverneur de la préfecture de Chiba (qu'elle obtient). Son siège revient ainsi à sa suivante de liste, Chizuko Kuroiwa, qui devient alors secrétaire générale des « Pionniers ». Elle est candidate (officiellement comme indépendante, mais avec le soutien du parti) lors du renouvellement de la moitié de la Chambre des conseillers du 29 juillet 2001 au vote unique non transférable à Tōkyō, mais elle n'obtient que 167 566 voix (3,32 % des suffrages exprimés dans la préfecture) et la 8e place pour quatre sièges à pourvoir.
Le 16 janvier 2002, Atsuo Nakamura préside à la dissolution des « Pionniers » pour fonder sur ces restes et avec le renfort d'autres personnalités issues de la société civile un parti totalement concentré sur les questions environnementales. Il prend le nom d'Assemblée politique environnementale verte (みどりの会議, Midori-no-Kaigi).